# Острогошк
Острогошк (рус. Острогожск) град је у Русији у Вороњешкој области.

## Становништво
| 1939.  | 1959.  | 1970.  | 1979.  | 1989.  | 2002.  | 2010.  |
| ------ | ------ | ------ | ------ | ------ | ------ | ------ |
| 11.707 | 28.403 | 29.921 | 34.044 | 34.492 | 34.585 | 33.842 |